# Maculinea buholzeri
Maculinea buholzeri är en fjärilsart som beskrevs av Rezbanyal 1978. Maculinea buholzeri ingår i släktet Maculinea och familjen juvelvingar. Inga underarter finns listade i Catalogue of Life.